# Frank Andersson
Pour les articles homonymes, voir Andersson.
Frank Öivind Stefan Andersson, né le 9 mai 1956 à Trollhättan et mort le 9 septembre 2018 à Stockholm (district de Skarpnäck), est un lutteur suédois spécialiste de la lutte gréco-romaine.

## Biographie
Frank Andersson est sacré champion d'Europe de lutte en moins de 90 kg en 1976. Il termine ensuite cinquième des Jeux olympiques d'été de 1976 à Montréal dans cette même catégorie. En 1977, il remporte la médaille d'argent en moins de 90 kg aux Championnats d'Europe et la médaille d'or aux Championnats du monde. En 1978, il est médaillé d'or en moins de 90 kg aux Championnats d'Europe et médaillé d'argent aux Championnats du monde.
L'année 1979 le voit sacrer champion du monde et champion d'Europe des moins de 90 kg.
En 1980, il est médaillé d'argent des moins de 90 kg aux Championnats d'Europe et termine quatrième des Jeux olympiques d'été de 1980 à Moscou.
Il est vice-champion du monde et champion d'Europe des moins de 90 kg en 1981, tandis qu'en 1982, il est champion du monde et vice-champion d'Europe des moins de 90 kg.
Frank Andersson participe aux Jeux olympiques d'été de 1984 à Los Angeles dans la catégorie des poids mi-lourds et remporte la médaille de bronze.